# Resolució 1629 del Consell de Seguretat de les Nacions Unides
La Resolució 1629 del Consell de Seguretat de les Nacions Unides, adoptada per unanimitat el 30 de setembre de 2005 després de considerar l'Estatut del Tribunal Penal Internacional per a l'antiga Iugoslàvia (TPII), el Consell va decidir que el jutge Christine Van Den Wyngaert pogués participar en el cas Mile Mrkšić, abans de començar seu mandat electe com a jutge permanent del Tribunal.
El terme de Wyngaert va començar el 17 de novembre de 2005, i el cas Mrkšić va començar el 3 d'octubre de 2005.